# Rainbow
 For alternative betydninger, se Rainbow (flertydig). (Se også artikler, som begynder med Rainbow)
Rainbow er et britisk hård rock/heavy metal-band grundlagt i 1975 af den tidligere Deep Purple-guitarist, Ritchie Blackmore og den senere Black Sabbath-sanger Ronnie James Dio.

## Medlemmer

### Tidslinje for indspilninger
| Forsanger      | Ronnie James Dio  | Ronnie James Dio  | Ronnie James Dio              | Graham Bonnet     | Joe Lynn Turner   | Joe Lynn Turner   | Joe Lynn Turner   | Doogie White      |
| Guitar         | Ritchie Blackmore | Ritchie Blackmore | Ritchie Blackmore             | Ritchie Blackmore | Ritchie Blackmore | Ritchie Blackmore | Ritchie Blackmore | Ritchie Blackmore |
| Bas            | Craig Gruber      | Jimmy Bain        | Ritchie Blackmore Bob Daisley | Roger Glover      | Roger Glover      | Roger Glover      | Roger Glover      | Greg Smith        |
| Keyboard       | Micky Lee Soule   | Tony Carey        | Tony Carey David Stone        | Don Airey         | Don Airey         | David Rosenthal   | David Rosenthal   | Paul Morris       |
| Trommer        | Gary Driscoll     | Cozy Powell       | Cozy Powell                   | Cozy Powell       | Bobby Rondinelli  | Bobby Rondinelli  | Chuck Burgi       | John O'Reilly     |
| Baggrundsvokal | Shoshana          | N/A               | N/A                           | N/A               | Joe Lynn Turner   | N/A               | N/A               | Candice Night     |

## Studiealbum
- Ritchie Blackmore's Rainbow – (1975)
- Rainbow Rising – (1976)
- Long Live Rock'n'roll – (1978)
- Down To Earth – (1979)
- Difficult To Cure – (1981)
- Straight Between The Eyes – (1982)
- Bent Out Of Shape – (1983)
- Stranger In Us All – (1995)